# South Sudan Supreme Airlines flygolycka 2021
South Sudan Supreme Airlines var en flygning den 2 mars 2021 mellan Pieri och Yuai i Sydsudan. Flygningen var en rutinmässig sådan av flygbolaget South Sudan Supreme Airlines som grundades år 2017. Flygplanet inblandat i olyckan var en Let L-410UVP-E, en typ av Let L-410, ett tjeckisktillverkat turbopropplan.
Tio minuter efter start slutade den ena motorn att fungera. Besättningen utlyste nödsituation via radion men en stund senare havererade även den andra motorn. Planet kolliderade med marken kort därefter i närheten av Pieri och samtliga ombord, åtta passagerare och två i besättningen, omkom i olyckan. 
Flygplanet var märkt HK-4274, en falsk märkning, och hade flugit sedan år 1990. Olyckan, den falska märkningen och den ej sanktionerade flygrutten ledde till att de sydsudanesiska myndigheterna beslöt sig för att ge South Sudan Supreme Airlines flygförbud tills vidare.
Olyckan är under utredning av sydsudanesiska myndigheter och den tjeckiska haverikommissionen ÚZPLN.